# Хадія
7°40′00″ пн. ш. 37°45′00″ сх. д. / 7.666667° пн. ш. 37.75° сх. д.
Хадія — середньовічне царство в Ефіопії, васальне у відношенні до імператорського дому.

## Географія
Царство Хадія розташовувалось на південь від Блакитного Нілу та на південний захід від провінції Шоа. Держава отримала свою назву за іменем там народу хадія, що проживав там і спілкувався мовою семітсько-хамітської мовної родини. Близько 1850 року хадія проживали в околицях (на північному заході) озер Звай і Лангано в Ефіопії.

## Історія
Царство Хадія вперше згадується у творі Кебра Нагаст (ч. 94), що дозволяє встановити його існування вже у XIII столітті. Інші ранні згадки — у творі арабського історика Шихаба аль-Умарі в середині XIV століття й у манускрипті, написаному в острівному монастирі на озері Гайк після завоювання Хадії імператором Ефіопії Амда Сейоном I. Пізніше, за правління останнього, цар Хадії, Амано, відмовив йому у покірності та прийняв іслам. Фанатичний християнин, негус Амда Сейон, виступив у похід проти Хадії та «покарав народ Хадії своїм мечем», винищивши частину її населення та зробивши рабами решту.
Під час правління імператора Зара Якоба правитель Хадії, гарад Махіко також підбурив заколот і відмовився підкоритись імператору. Зазнавши поразки, був усунутий, а намісником став його дядько Бамо. Махіко утік до Адалу, але був схоплений адальським воєначальником Мабраком та вбитий.
Ефіопські імператори часто брали дружин зі знатних родин Хадії. Так, відомою постаттю в історії Ефіопії є імператриця Єлені (1434–1468), дружина імператора Зара Якоба й дочка царя Хадії Мехмета.